# 15003 Midori
15003 Midori este o planetă minoră (asteroid), cu un diametru de 9,711 km, din centura de asteroizi. A fost descoperită pe 5 decembrie 1997 la Observatorul Ōizumi de Takao Kobayashi și a fost numită după Midori Gotō⁠(d). 
Obiectul prezintă o orbită caracterizată de o semiaxă mare de 2,9870045 UAi, o excentricitate de 0,11, o înclinație de 9,22734 ° în raport cu ecliptica.